# Ондржей Роман
Ондржей Роман (чеськ. Ondřej Roman, 8 лютого 1989, Острава) — чеський хокеїст, нападник. Вихованець чеського клубу ХК «Вітковіце», який тривалий час (2006 — 2012 роки) виступав за клуби різних американських ліг: «Спокен Чифс», «Техас Старс», «Айдахо Стілгедс», «Сан-Антоніо Ремпедж» та «Цинциннаті Сайклонс». У 2012 році повернувся до Чехії, де продовжив виступи за свій рідний клуб ХК «Вітковіце», сезон 2015/16 проводив у складі клубу «Автомобіліст» (Єкатеринбург) (КХЛ).
Влітку 2016 повернувся до команди «Вітковіце», кольори якого наразі і захищає.
У складі чеського клубу виступав на престижному Кубку Шпенглера у 2012 році.